# Hudson Lowe
Pour les articles homonymes, voir Lowe.
Hudson Lowe, né le 28 juin 1769 à Galway (Irlande) et mort le 10 janvier 1844 à Chelsea (Londres) (Royaume-Uni), est un général britannique. Si le nom de Hudson Lowe est resté dans les mémoires, c'est parce qu'il fut le geôlier de l'ex-empereur des Français Napoléon Ier sur l'île Sainte-Hélène dont il fut le gouverneur de 1816 à 1821). Napoléon fut placé sous la surveillance de Sir Hudson Lowe à partir d'avril 1816.
Lowe s'acquitta de cette mission avec une dureté qui, même dans le jugement de bon nombre de ses compatriotes, lui a donné une renommée peu flatteuse. Son nom est longtemps resté dans l’opprobre des Français. L'Empereur, qui le soupçonnait toujours de vouloir attenter à sa vie, disait de lui : « Il a le crime gravé sur le visage. » Cependant, la légende napoléonienne l'accusa à tort de certains méfaits comme l'expulsion de Las Cases à la fin de 1816.

## Carrière militaire
Fils d'un médecin militaire, le jeune Hudson, à peine âgé d'un an, perdit sa mère et sa sœur au cours du voyage qui conduisait toute la famille en Inde où le régiment de son père était affecté. « Privé d'amour maternel dès son plus jeune âge, il fut élevé en garnison près d'un père peut être aimant, mais obligé de le confier à d'autres familles. Après quelques années passées aux Indes et à la Jamaïque, le jeune Britannique rentra en Angleterre... » pour y suivre sa scolarité. Il entama ensuite sa carrière militaire et fut affecté en 1787 au 50ᵉ régiment d'infanterie, celui de son père, caserné cette fois à Gibraltar. Il est promu lieutenant en 1791.
Après avoir vécu vingt ans d'exil en Angleterre, Pascal Paoli était rentré en France en 1790, où il reçut le meilleur accueil, avant de regagner sa Corse natale dont il a été nommé commandant par Louis XVI. Mais en 1794, après s'être brouillé avec la Convention et désapprouvant le dévoiement des principes révolutionnaires dans la Terreur, il proclama l'indépendance de la Corse avec le soutien actif du gouvernement britannique qui envoie une escadre sous le commandement de l'amiral Hood et deux régiments d'infanterie dont le 50ᵉ, celui où servait le capitaine Lowe. Celui-ci y resta près de deux ans, jusqu'en octobre 1796, lorsque les troupes du général Bonaparte renversèrent l'éphémère royaume anglo-corse. Quoiqu'indirecte, ce fut la première confrontation entre les deux hommes.
Avant d'être contraint de quitter Ajaccio, le supérieur de Lowe avait recruté deux cents volontaires corses, particulièrement hostiles à la France, formant une nouvelle unité dénommée Corsican Rangers, placée sous le commandement de Lowe promu major. « Pendant près de douze ans, il allait ainsi passer l'essentiel de sa carrière militaire aux côtés d'adversaires résolus de la France, mais aussi du clan Bonaparte et de son principal représentant, Napoléon. »
Après une campagne victorieuse en Égypte où il manqua de peu le général Bonaparte qui venait de rentrer en France, il fut envoyé avec ses hommes à Malte avant d'être affecté en 1806 dans l'île de Capri Mais il dut patienter deux ans avant que le roi de Naples, Joachim Murat, ordonne une attaque en octobre 1808. Ce qui donna lieu à un affrontement fratricide entre Corses, puisque parmi les troupes napolitaines, il y avait un régiment Royal-Corse. Finalement, Lowe fut contraint de capituler, mais avec les honneurs de la guerre.
Promu lieutenant-colonel le 1er janvier 1812, il fut détaché pour les deux années suivantes comme officier de liaison auprès de l'armée prussienne. Ce qui procura l'occasion d'une deuxième confrontation, cette fois de visu mais à distance, entre le futur exilé et son geôlier. C'était à la bataille de Bautzen durant la campagne d'Allemagne où il fréquenta le maréchal Gebhard Leberecht von Blücher, connu pour sa haine féroce de Napoléon. «Ensemble, ils vécurent l'écroulement de leur ennemi, avant que Lowe ne soit choisi, insigne honneur, pour porter à Londres l'heureuse nouvelle de la première abdication en 1814, ce qui lui valut d'être fait chevalier par le Prince régent .»Le voilà désormais sir Hudson Lowe. Il est en outre promu général major.
En 1815, il fut désigné comme quartier-maître de l'armée anglaise stationnée en Belgique, au vif déplaisir du premier duc de Wellington qui le pensait « dépourvu d'éducation et de jugement » et qui était aussi indisposé par la constante raideur et le caractère pointilleux de son subordonné. Aussi, s'en est-il rapidement débarrassé en le faisant muter à Gènes où il reçut le commandement du contingent anglais. Lowe, âgé de 46 ans et jusque-là célibataire endurci, se décida à convoler juste avant la grande mission qui allait lui être confiée. L'élue prénommée Suzanne, était la veuve du colonel William Johnson.

## Gouverneur à Sainte-Hélène

### Le gouvernement britannique à la recherche de l'oiseau rare
Après sa défaite à la bataille de Waterloo et sa seconde abdication, le gouvernement provisoire ne pouvait évidemment pas laisser l'empereur Napoléon demeurer en France où sa présence serait incompatible avec le retour sur le trône de Louis XVIII. Napoléon, de son côté, ne voulait pas courir le risque de tomber aux mains des Prussiens qui, en tête de la poursuite dès le soir de Waterloo, seront les premiers arrivés à Paris. Dès lors, son projet est de s'exiler aux Etats-Unis, ce que réussira à faire au même moment son frère Joseph. Dans l'immédiat, Napoléon qui s'est d'abord rendu au Château de Malmaison où il retrouve le souvenir de l'impératrice Joséphine, décédée le 29 mai 1814 pendant qu'il était à l'île d'Elbe, se résigne à gagner le port de Rochefort.
Dans le même temps, Hudson Lowe fut nommé gouverneur de Sainte-Hélène dès le 24 juillet 1815. Ce qui montre que le gouvernement britannique s'était mis en quête, dès la victoire acquise aux Alliés et sans se concerter avec ceux-ci, de l'oiseau rare qui pourrait être chargé d'une mission difficile et ingrate. A cette date, Napoléon se trouvait déjà à bord du HMS Bellerophon, qui participait au blocus du port de Rochefort. L'empereur et sa suite s'y sont rendus de leur plein gré, persuadés de pouvoir s'établir en Angleterre, sans se douter de la destination finale. Bien que l'idée d'éloigner Napoléon des côtes européennes ait déjà été évoquée au congrès de Vienne, ce dont l'intéressé avait été informé alors qu'il était encore souverain de l'île d'Elbe par son ancien secrétaire Méneval resté au service de l'ex-impératrice Marie-Louise retournée à Vienne. Parmi les destinations évoquées, on trouve Sainte-Hélène, Sainte-Lucie, les Açores, la Trinité et même la colonie pénitentiaire de Botany Bay en Australie.
Ce risque de déportation fut d'ailleurs un des facteurs qui le décidèrent à jouer son va-tout en quittant l'île pour reconquérir son trône.

### Arrivée et installation à Sainte-Hélène
Napoléon, à son arrivée sur l'île Sainte-Hélène le 14 octobre 1815, était servi par un entourage de 54 personnes. Il résida pendant près de deux mois au pavillon des Briars sous la surveillance bienveillante de l'amiral Cockburn, qui avait emmené Napoléon et son entourage à Sainte Hélène à bord du Northumberland et qui exerçait provisoirement la fonction de gouverneur. L'empereur ne rejoignit son lieu de détention définitif que le 10 décembre 1815, une fois réalisés les travaux d'aménagement de Longwood, une résidence secondaire qui n'était normalement occupée que durant l'été austral. Elle était en effet située sur un plateau découvert, fortement exposé aux vents alizés et à l'humidité, le "long bois" ayant depuis longtemps disparu. Cependant ce choix malavisé qui causa de nombreux problèmes ayant été opéré avant la prise de fonctions de Hudson Lowe, ne peut lui être imputé.
Dès le soir son arrivée, Napoléon fut informé qu'il pouvait se promener librement, à cheval ou en calèche, dans un rayon d'environ trois kilomètres autour de Longwood. Le reste de l'île ne lui était pas interdit à la seule condition d'accepter d'être escorté par un officier d'ordonnance anglais. Mais l'empereur, estimant que cette disposition n'avait pour but que de le rabaisser, ne l'accepta jamais. De sorte que cette question des limites devint un casus belli permanent durant les six ans que dura la captivité.
Le 14 avril 1816, jour de Pâques, Hudson Lowe débarque enfin à Sainte-Hélène pour y prendre avec éclat ses fonctions de gouverneur. On peut se demander ce qui l'avait retenu aussi longtemps en Angleterre. Il était accompagné par 150 personnes, au premier rang desquelles figuraient les quatre officiers qu'il avait choisis pour constituer son état-major : les lieutenants colonels Sir Thomas Reade, Thomas Lyster, Edward Wynyard et le major Gideon Gorrequer. "S'ils étaient appliqués et travailleurs, ils formaient un triste quatuor de geôliers en second car dénués de toute empathie. Leur rigidité faisait écho à celle de leur chef, ce qui ne pouvait que crisper une situation déjà compliquée."

#### Un dialogue impossible
Dès le lendemain de son arrivée, Lowe désire rencontrer "le général". Mal informé, il croit qu'il suffit de se présenter à l'une des deux heures (9 heures et 16 heures) auxquelles l'empereur reçoit habituellement. Mais il faut avoir sollicité une audience et avoir reçu un cartel d'invitation...Ceci n'étant qu'un des aspects du strict protocole, calqué sur celui qui était en vigueur au palais des Tuileries, Napoléon se considérant toujours comme empereur parce qu'il a été sacré. Alors que les Anglais ne veulent voir en lui qu'un général prisonnier de guerre.
Econduit après que l'empereur se soit déclaré "malade", Lowe se rend à la résidence du général Bertrand, grand maréchal du Palais, qui a succédé dans cette fonction en 1813 au général Duroc, tué à la bataille de Bautzen. Ayant reçu les explications qui auraient dû être fournies par l'amiral Cockburn, Lowe cette fois dûment invité se représenta le lendemain, 17 avril, à 16 heures. Même si l'espace est restreint, le décorum d'une audience impériale est reproduit : généraux en uniforme, domestiques en livrée, huissier en habit chargé de refouler à la porte du salon l'amiral qui n'a pas été invité. L'empereur, qui se tient toujours debout pour recevoir (il n'y a aucun siège depuis le jour où un visiteur a eu l'outrecuidance de s'asseoir sans en être prié), est accompagné pour les audiences par le grand maréchal. Sachant que Lowe sait s'exprimer en français et en italien, Napoléon choisit cette seconde langue lui rappelant au passage qu'il a commandé un régiment corse. Et se lance aussitôt dans un monologue principalement consacré à la campagne d'Egypte où il est même question de la construction d'un canal à Suez. Après le départ des Anglais, Napoléon était satisfait car ce premier échange fut courtois mais les sujets touchant à la captivité n'avaient pas été abordés.
Le 30 avril 1816, parce qu'il avait été informé que Napoléon n'avait plus été vu hors de son appartement depuis l'avant-veille, Lowe toujours inquiet et suspicieux, voulut s'assurer par lui-même que le captif ne s'était pas évadé. Négligeant les leçons apprises, il se rendit à Longwood vers 16 heures, demandant à être reçu immédiatement.
Napoléon décède le 5 mai 1821. Se tenant devant le corps inerte de l'empereur, Lowe déclara : « Hé bien, Messieurs, c'était le plus grand ennemi de l'Angleterre et le mien aussi ; mais je lui pardonne tout. À la mort d'un si grand homme, on ne doit éprouver qu'une profonde douleur et de profonds regrets. »
Il a laissé chez son propre peuple un souvenir d'opprobre sur sa façon de traiter l'Empereur. Très impopulaire à son retour en Angleterre à l'automne 1821, le gouvernement conservateur préféra l'éloigner, en lui proposant un poste de gouverneur au bout du monde, à l'île de Ceylan. Frustré par cette attente sur place, et vexé de voir son nom sali par le romancier Walter Scott dans sa monumentale « Histoire de Napoléon Bonaparte », parue en 1827, Hudson Lowe décida de quitter son poste à Ceylan pour se défendre publiquement. Mais la mauvaise situation politique du gouvernement, qui suivait la mort du premier ministre Lord Liverpool, fit qu'on lui conseilla de retourner à son poste. Avec l'arrivée d'un gouvernement libéral, en 1830, les chances de promotion de Lowe devinrent nulles et l'on nomma quelqu'un d'autre au poste de gouverneur de Ceylan. Ayant quitté son poste de son propre fait, Lowe resta sans emploi pendant toute la durée au pouvoir du gouvernement libéral.
Il fut quelque peu réhabilité après le retour d'un gouvernement conservateur, mais mourut bientôt dans une quasi-pauvreté le 10 janvier 1844 à Chelsea. Il fut inhumé dans l'église de North Audley Street à Londres.

## Mémoires
- Hudson Lowe, Mémorial relatif à la captivité de Napoléon à Ste-Hélène. - Paris 1830, 2 volumes ; Stuttgart 1830 ; cet ouvrage est considéré comme apocryphe
- Le Grand Robert : « Mémoire »

## Littérature
- Barry O'Meara, Exposition of the Transactions that have taken place at St Helena. - Londres 1819;
- ders.: Napoleon in exile, or A Voice From St. Helena - Londres 1822;
- Emmanuel de Las Cases, Mémorial de Sainte-Hélène, journal où se trouve consigné, jour par jour, ce qu'a dit et fait Napoléon durant dix-huit mois. - Paris: L'Auteur 1823
- William Forsyth, Hudson Lowe, History of the Captivity of Napoleon at St. Helena, from the Letters and Journals of the late Lieutenant-General Sir Hudson Lowe. - London: J. Murray, 1853, 3 volumes;
- (en) Desmond Gregory, Napoleon's jailer : Lt. Gen. Sir Hudson Lowe : a life, Madison London Cranbury, NJ, Fairleigh Dickinson University Press Associated University Presses, 1996, 234 p. (ISBN 978-0-838-63657-2, OCLC 263653524, lire en ligne)
- Jean-Pierre Fournier La Touraille, Hudson Lowe, le geôlier de Napoléon, Paris, Perrin, 2006, 223 p. (ISBN 978-2-262-02371-3, OCLC 846089225)
- Albert Benhamou, L'autre Sainte-Hélène : la captivité, la maladie, la mort, et les médecins autour de Napoleon, Hemel Hempstead, Albert Benhamou Publishing, 2010, 415 p. (ISBN 978-0-956-46540-5, OCLC 804965746).

## Cinéma
- Napoléon, long métrage de Sacha Guitry
- Eagle in a Cage, long métrage de Fielder Cook
- L'Otage de l'Europe, long métrage de Jerzy Kawalerowicz
- Monsieur N., long métrage d'Antoine de Caunes
- Napoléon, mini série historique d'Yves Simoneau où il apparait au premier et au dernier épisode.